# 루스 앤 미너
루스 앤 미너(Ruth Ann Minner, 1935년 1월 17일, 델라웨어주 밀퍼드 ~ 2021년 11월 4일, 델라웨어주 밀퍼드)은 미국의 정치인으로 델라웨어 주지사이다.

## 학력
- 델라웨어 테크니컬 커뮤니티 칼리지

## 경력
- 1975.01 ~ 1983.01 제128·129·130·131대 델라웨어주 제33구 하원의원
- 1983.01 ~ 1993.01 제132·133·134·135·136대 델라웨어주 제18구 상원의원
- 1993.01 ~ 2001.01 제23대 델라웨어 부지사
- 2001.01 ~ 2009.01 제72대 델라웨어 주지사

## 역대 선거 결과
| 선거명      | 직책명                         | 대수  | 정당   | 득표율  | 득표수    | 결과 | 당락                 |
| ----------- | ------------------------------ | ----- | ------ | ------- | --------- | ---- | -------------------- |
| 1974년 선거 | 하원의원 (델라웨어 제33선거구) | 128대 | 민주당 | 63.52%  | 2,091표   | 1위  | 델라웨어 주의원 당선 |
| 1976년 선거 | 하원의원 (델라웨어 제33선거구) | 129대 | 민주당 | 75.57%  | 3,437표   | 1위  | 델라웨어 주의원 당선 |
| 1978년 선거 | 하원의원 (델라웨어 제33선거구) | 130대 | 민주당 | 68.50%  | 2,390표   | 1위  | 델라웨어 주의원 당선 |
| 1980년 선거 | 하원의원 (델라웨어 제33선거구) | 131대 | 민주당 | 100.00% | 3,180표   | 1위  | 델라웨어 주의원 당선 |
| 1982년 선거 | 상원의원 (델라웨어 제18부)     | 132대 | 민주당 | 65.01%  | 5,884표   | 1위  | 델라웨어 주의원 당선 |
| 1984년 선거 | 상원의원 (델라웨어 제18부)     | 133대 | 민주당 | 60.99%  | 6,818표   | 1위  | 델라웨어 주의원 당선 |
| 1988년 선거 | 상원의원 (델라웨어 제18부)     | 135대 | 민주당 | 69.40%  | 8,224표   | 1위  | 델라웨어 주의원 당선 |
| 1992년 선거 | 델라웨어 부지사                | 23대  | 민주당 | 60.88%  | 165,356표 | 1위  | 델라웨어 부지사 당선 |
| 1996년 선거 | 델라웨어 부지사                | 23대  | 민주당 | 70.14%  | 186,567표 | 1위  | 델라웨어 부지사 당선 |
| 2000년 선거 | 델라웨어 주지사                | 72대  | 민주당 | 59.24%  | 191,695표 | 1위  | 델라웨어 주지사 당선 |
| 2004년 선거 | 델라웨어 주지사                | 72대  | 민주당 | 50.87%  | 185,548표 | 1위  | 델라웨어 주지사 당선 |